# Rohit Yadav
Rohit Yadav (* 6. Juni 2001) ist ein indischer Leichtathlet, der sich auf den Speerwurf spezialisiert hat.

## Sportliche Laufbahn
Erste internationale Erfahrungen sammelte Rohit Yadav im Jahr 2017, als er bei den Jugendasienmeisterschaften in Bangkok startete, jedoch wurde er nachträglich wegen eines Dopingverstoßes disqualifiziert. 2022 erreichte er bei den Weltmeisterschaften in Eugene das Finale und klassierte sich dort mit einer Weite von 78,72 m auf dem elften Platz. Anschließend belegte er bei den Commonwealth Games in Birmingham mit 82,22 m den sechsten Platz.
2021 wurde Yadav indischer Meister im Speerwurf.